# Sadurki
Sadurki – wieś w Polsce położona w województwie lubelskim, w powiecie puławskim, w gminie Nałęczów.
W miejscowości znajduje się stacja kolejowa Sadurki na linii kolejowej nr 7.
W latach 1975–1998 miejscowość położona była w województwie lubelskim.
Wieś stanowi sołectwo gminy Nałęczów. Według Narodowego Spisu Powszechnego z roku 2011 wieś liczyła 878 mieszkańców.
Historycznie położone są w Małopolsce, w ziemi lubelskiej.
Przez Sadurki przebiega droga wojewódzka nr 830. Krzyżuje się tu z drogami wojewódzkimi nr 827 i nr 860.
Wierni Kościoła rzymskokatolickiego należą do parafii św. Jana Chrzciciela w Nałęczowie.

## Instytucje oświatowe działające w Sadurkach
- Szkoła Podstawowa im. Bolesława Prusa w Sadurkach
- Gimnazjum w Sadurkach

## Inne instytucje
- Ochotnicza Straż Pożarna (rok założenia 1949, na wyposażeniu GBA Star 244 2,5/16)
- Koło Gospodyń Wiejskich

## Historia
Pierwsza wzmianka o Sadurkach pochodzi z XIV wieku. Wieś stanowiła własność szlachecką w okresie między 1333-70 Kazimierz III Wielki nadaje bliżej nieokreślonym rycerzom w Sadurce z obowiązkiem służby na 1 koniu z kuszą poddając ich jurysdykcji burgrabiego kazimierskiego.
Od XV w. Sadurki należały do parafii Bochotnica i były zamieszkane przez drobną szlachtę. Wieś leżała na szlaku handlowym Lublin – Wąwolnica – Kazimierz Dolny. W latach 60. XVI w. miejscowa szlachta przystąpiła do ruchu reformacyjnego, ale już wkrótce powróciła na łono Kościoła katolickiego.
Wieś często zmieniała właścicieli. Od roku 1864 – po ukazie uwłaszczeniowym władz rosyjskich – ziemia stała się własnością chłopów.
Ważnym wydarzeniem w historii Sadurek była budowa Kolei Nadwiślańskiej na linii Mława – Kowel (oddana do użytku w 1877 r.). W Sadurkach powstał drewniany budynek stacji kolejowej, który do 1926 r. funkcjonował pod nazwą stacji „Nałęczów”.